# Kešlja
Kešlja (azerski: Keşlə) je naseljeno mjesto unutar Bakua, glavnoga grada Azerbajdžana. Prema popisu stanovništva Kešlja je imaka 16,000 stanovnika.

## Šport
- Keşlə FK
- Keşlə-2 FK